# Dryptosaurus
Dryptosaurus is een geslacht van uitgestorven theropode dinosauriërs, behorend tot de groep van de Tyrannosauroidea, dat tijdens het Laat-Krijt leefde in het oosten van het huidige Noord-Amerika en een deel van Europa.

## Vondst en naamgeving

### Oorspronkelijke ontdekking
In 1866 ontdekten steenhouwers bij Barnsboro, Gloucester County, in New Jersey, onder leiding van J.C. Voorhees, in een steengroeve van de West Jersey Marl Company een onvolledig skelet. Het werd gevonden in een laag van de Upper New Egypt-formatie die stamt uit het middelste Maastrichtien, ongeveer 68 miljoen jaar oud. Edward Drinker Cope, die de resten in augustus 1866 uit de groeve meenam, beschreef het fossiel die maand als holotype ANSP 9995 en noemde het dier Laelaps naar de hond uit de Griekse mythologie die altijd ving waarop hij joeg. Cope besteedde veel aandacht aan Laelaps, indertijd de meest complete vondst van een theropode uit het Mesozoïcum van Noord-Amerika, en bracht het dier in verband met de oorsprong van de vogels, waarbij hij wees op het feit dat de voorpoten veel kleiner waren dan de achterpoten en het dus een tweevoeter betrof.

### Naamsverandering

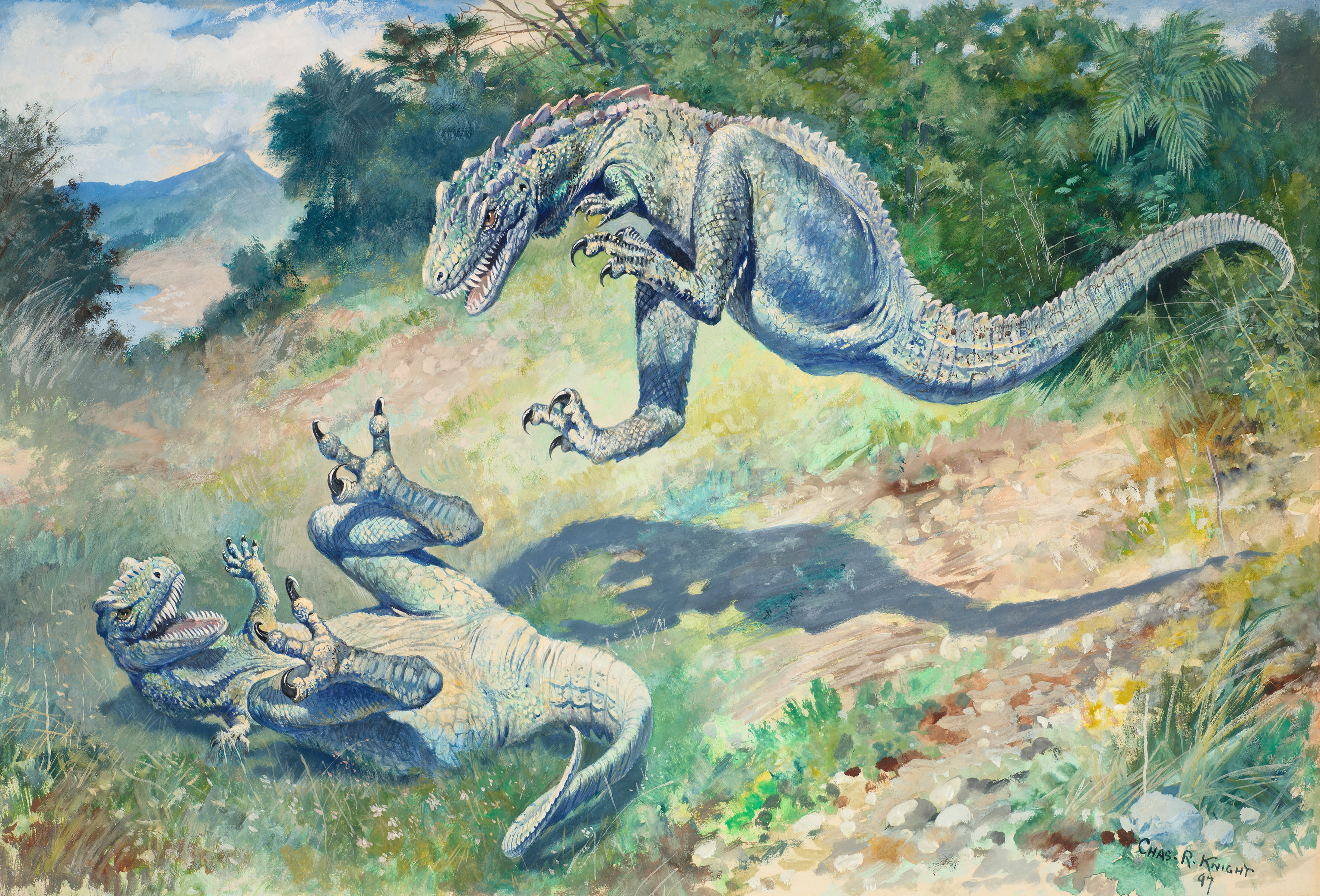
Twee vechtende exemplaren van Dryptosaurus, zoals voorgesteld door Charles Knight in zijn olieverfschets "Fighting Laelaps" uit 1897

Later werd ontdekt dat de naam Laelaps in 1836 door Carl Ludwig Koch al was gegeven aan een soort mijt en Copes aartsrivaal Othniel Charles Marsh hernoemde het dier tot Dryptosaurus in 1877. De geslachtsnaam is afgeleid van het Griekse δρύπτω, dryptoo, 'verscheuren', een verwijzing naar de verscheurende klauwen, en sauros, 'hagedis', hier als een aanduiding voor een sauriër in het algemeen. De typesoort is Laelaps aquilunguis, hernoemd tot Dryptosaurus aquilunguis. De soortaanduiding betekent 'adelaarsklauw' vanuit het Latijn aquila, 'arend', en unguis, 'klauw', en verwijst naar de handklauwen die door Cope per abuis voor voetklauwen werden aangezien en dan een voor basale theropoden afwijkend sterke kromming zouden hebben gehad die doet denken aan de voetklauwen van roofvogels. Er is wel verondersteld dat Marsh er speciaal op gebeten was de naam Laelaps te vervangen om zo zijn eigen Allosaurus de status van best bekende theropode te laten overnemen. Als dat inderdaad in de bedoeling lag, mislukte deze opzet echter voorlopig: Laelaps bleef tot ver in de twintigste eeuw een zeer bekende naam, die tot de komst van Tyrannosaurus rex als standaardvoorbeeld voor een grote roofsauriër gebruikt werd. Daarbij werd steeds de nadruk gelegd op zijn actieve levenswijze, als springende vorm. Een befaamde uiting daarvan is een schilderij uit 1897 van Charles Knight, waarvoor Cope zelf nog aanwijzingen gaf, waarop twee individuen in een wild gevecht verwikkeld zijn.

### Holotype
Het holotype bestaat uit: een stuk rechterbovenkaak met tand; delen van een rechteronderkaak; losse tanden; elf middelste en achterste staartwervels; de opperarmbeenderen, drie vingerkootjes van de linkerhand waaronder een lange klauw; de schachten van de schaambeenderen; een gedeeltelijk rechterzitbeen; een linkerdijbeen; een linkerscheenbeen; een gedeeltelijk linkerkuitbeen; de onderkant van een sprongbeen en de schacht van een derde middenvoetsbeen. Enkele sacrale wervels waarvan Cope dacht dat ze ook tot het specimen behoorden, bleken later ruggenwervels van de zeeschildpad Pneumatoarthrus pelorus te zijn. Cope beschreef en illustreerde ook een schouderblad, een borstbeen en vier chevrons maar die zijn later zoekgeraakt. Gezien de mate van vergroeiing van de wervelbogen met de wervellichamen gaat het om een volwassen individu. Het materiaal is tegenwoordig in een slechte conditie, zowel door breuken en gebrekkige reparaties als door de zogenaamde 'pyrietziekte' waarbij pyriet in de beenderen door blootstelling aan de lucht in stoffen met een groter volume wordt omgezet waardoor het bot uitzet en verkruimelt. Afgietsels uit de negentiende eeuw hebben ten dele een beter detail bewaard.

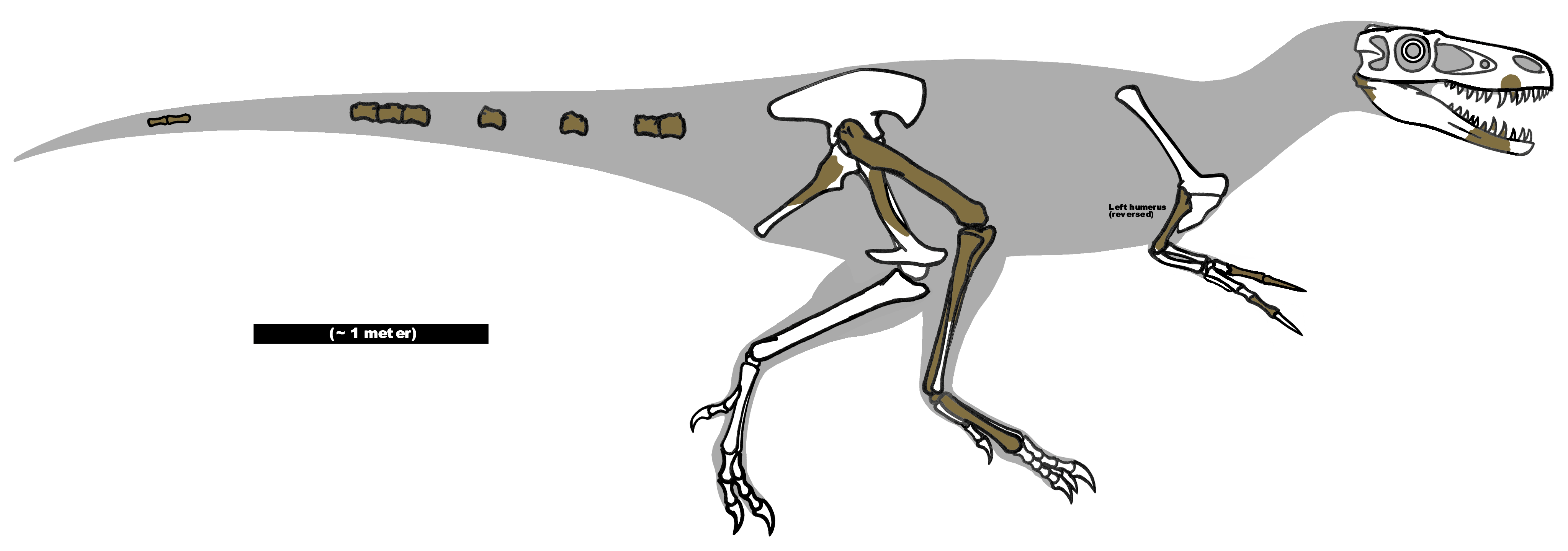
Diagram met in omber de gevonden botten van Dryptosaurus aquilunguis

In 1997 werd in het kader van een nieuwe beschrijving door Kenneth Carpenter specimen AMNH FARB 2438 aan de soort toegewezen, een linker vierde middenvoetsbeen dat vermoedelijk van het exemplaar van de oorspronkelijke vondst afkomstig is. In 2011 werden de resten zeer uitgebreid beschreven door Stephen Brusatte en Mark Norrel.

### "Vuilnisbak"
Toen het geslacht nog bekend was als Laelaps werd het door Cope gebruikt als een soort van vuilnisbak voor een tiental slecht bekende theropodensoorten. Alle negen daarvan buiten de typesoort werden, meestal door Oliver Perry Hay in 1902 en in één geval door George Olshevsky in 1991, ook hernoemd naar Dryptosaurus. Zo ontstonden naast Dryptosaurus aquilunguis ook een Dryptosaurus cristatus, Dryptosaurus explanatus, Dryptosaurus falculus, Dryptosaurus gallicus, Dryptosaurus hazenianus, Dryptosaurus incrassatus, Dryptosaurus laevifrons, Dryptosaurus macropus en een Dryptosaurus trihedrodon. Bijna al deze soorten werden later toegewezen aan andere geslachten. Vandaag bestaat er nog maar één potentieel valide tweede soort: D. macropus, bekend van een achterpoot. De soort werd oorspronkelijk beschreven als Coelosaurus (tegenwoordig Ornithomimus), maar later meende Cope dat het een aparte soort van Laelaps betrof (en dus van Dryptosaurus). Hoewel de meeste paleontologen sindsdien het exemplaar aan Ornithomimus toewezen, werd de soort in 2004 door Thomas R. Holtz erkend als een waarschijnlijke geldige tweede soort van Dryptosaurus. In 2017 werd het benoemd als het aparte geslacht Teihivenator.

### Nieuwe soorten
Ook behalve de soorten die eerst onder Laelaps waren benoemd, zijn er nog andere dryptosaurussoorten geschapen. Dat betreft: Dryptosaurus kenabekides Hay 1899, benoemd op basis van de maxillaire en dentaire tanden uit het oorspronkelijke typemateriaal van Deinodon en vernoemd naar een mythische indiaanse draak, de Kenabeek; Dryptosaurus medius (Gilmore 1920), een andere naam voor Allosaurus medius; Dryptosaurus potens (Lull 1911) Gilmore 1920, een theropode van onduidelijke verwantschap uit het vroege Krijt; het ondergeslacht Megalosaurus (Dryptosaurus) saharicus (Depéret & Savornin 1925) Depéret & Savornin 1927, dat later hernoemd zou worden tot Carcharodontosaurus, Dryptosaurus superbus (Sauvage 1882) Depéret & Savornin 1928, een andere naam voor Erectopus superbus, Dryptosaurus crenatissimus (Depéret 1896) Depéret & Savornin 1928, tegenwoordig het aparte geslacht Majungasaurus en Dryptosaurus sarcophagus (Osborn 1905) Kuhn 1989, een andere naam voor Albertosaurus sarcophagus. Deze zes soorten worden tegenwoordig alle niet als geldige dryptosaurussoorten gezien.

### Soortenlijst
De ingewikkelde naamgevingsgeschiedenis kan worden samengevat in een soortenlijst.
- Dryptosaurus aquilunguis (Cope 1866) Marsh 1877: typesoort, = Laelaps aquilunguis Cope 1866, = Megalosaurus aquilunguis (Cope 1866) Osborn 1898
- Dryptosaurus gallicus (Cope 1867) Olshevsky 1991: jonger synoniem van Streptospondylus rostromajor Owen 1842, = Laelaps gallicus Cope 1867= Poekilopleuron gallicum (Cope 1867) Cope 1869
- Dryptosaurus macropus (Cope 1868) Hay 1902: wellicht valide soort, = Coelosaurus antiquus Leidy 1865 partim, = Laelaps macropus Cope 1868, = Teihivenator Yun 2017
- Dryptosaurus incrassatus (Cope 1876) Hay 1902: nomen dubium, = Laelaps incrassatus Cope 1876, = Deinodon incrassatus (Cope 1876) Osborn 1902, = Albertosaurus incrassatus (Cope 1876) Huene 1932
- Dryptosaurus explanatus (Cope 1876) Hay 1902: nomen dubium, = Laelaps explanatus Cope 1876, = Deinodon explanatus (Cope 1876) Lambe 1902, = Aublysodon explanatus (Cope 1876) Hatcher 1903, = Dromaeosaurus explanatus (Cope 1876) Kuhn 1939, = Paronychodon explanatus (Cope 1876) Olshevsky 1995
- Dryptosaurus falculus (Cope 1876) Hay 1902: nomen dubium, = Laelaps falculus Cope 1876, = Deinodon falculus (Cope 1876) Osborn 1902, = Dromaeosaurus falculus (Cope 1876) Olshevsky 1978
- Dryptosaurus hazenianus (Cope 1877) Hay 1902: nomen dubium, = Laelaps hazenianus Cope 1876, = Deinodon hazenianus (Cope 1876) Osborn 1902
- Dryptosaurus laevifrons (Cope 1876) Hay 1902: nomen dubium, = Laelaps laevifrons Cope 1876, = Deinodon laevifrons (Cope 1876) Osborn 1902, = Dromaeosaurus laevifrons (Cope 1876) Matthew & Brown 1922
- Dryptosaurus cristatus (Cope 1876) Hay 1902: nomen dubium, = Laelaps cristatus Cope 1876, = Deinodon cristatus (Cope 1876) Osborn 1902 non (Marsh 1892) Hay 1902, = Dromaeosaurus cristatus (Cope 1876) Matthew & Brown 1922, = Troodon cristatus (Cope 1876) Olshevsky 1995
- Dryptosaurus trihedrodon (Cope 1877) Hay 1902: nomen dubium, = Laelaps trihedrodon Cope 1877, = Creosaurus trigonodon (Cope 1877) Osborn 1931 (sic), = Antrodemus trihedrodon (Cope 1877) Kuhn 1939, = Allosaurus trihedrodon (Cope 1877) Glut 1997, = Hypsirophus trihedrodon (Cope 1877) Cope vide Chure 2001
- Dryptosaurus kenabekides Hay 1899: nomen dubium, = Deinodon kenabekides (Hay 1899) Olshevsky 1995
- Dryptosaurus medius (Marsh 1888) Gilmore 1920: nomen dubium, wellicht ouder synoniem van Acrocanthosaurus, = Allosaurus medius Marsh 1888
- Dryptosaurus superbus (Sauvage 1882) Depéret & Savornin 1928: = Erectopus superbus (Sauvage 1882) Huene 1923, = Megalosaurus superbus Sauvage 1882
- Dryptosaurus crenatissimus (Depéret 1896) Depéret & Savornin 1928: = Majungasaurus crenatissimus, = Megalosaurus crenatissimus Depéret 1896, = Majungatholus atopus Sues & Taquet 1979
- Dryptosaurus sarcophagus (Osborn 1905) Kuhn 1989: = Albertosaurus sarcophagus Osborn 1905

## Beschrijving

### Algemene bouw, grootte en onderscheidende kenmerken

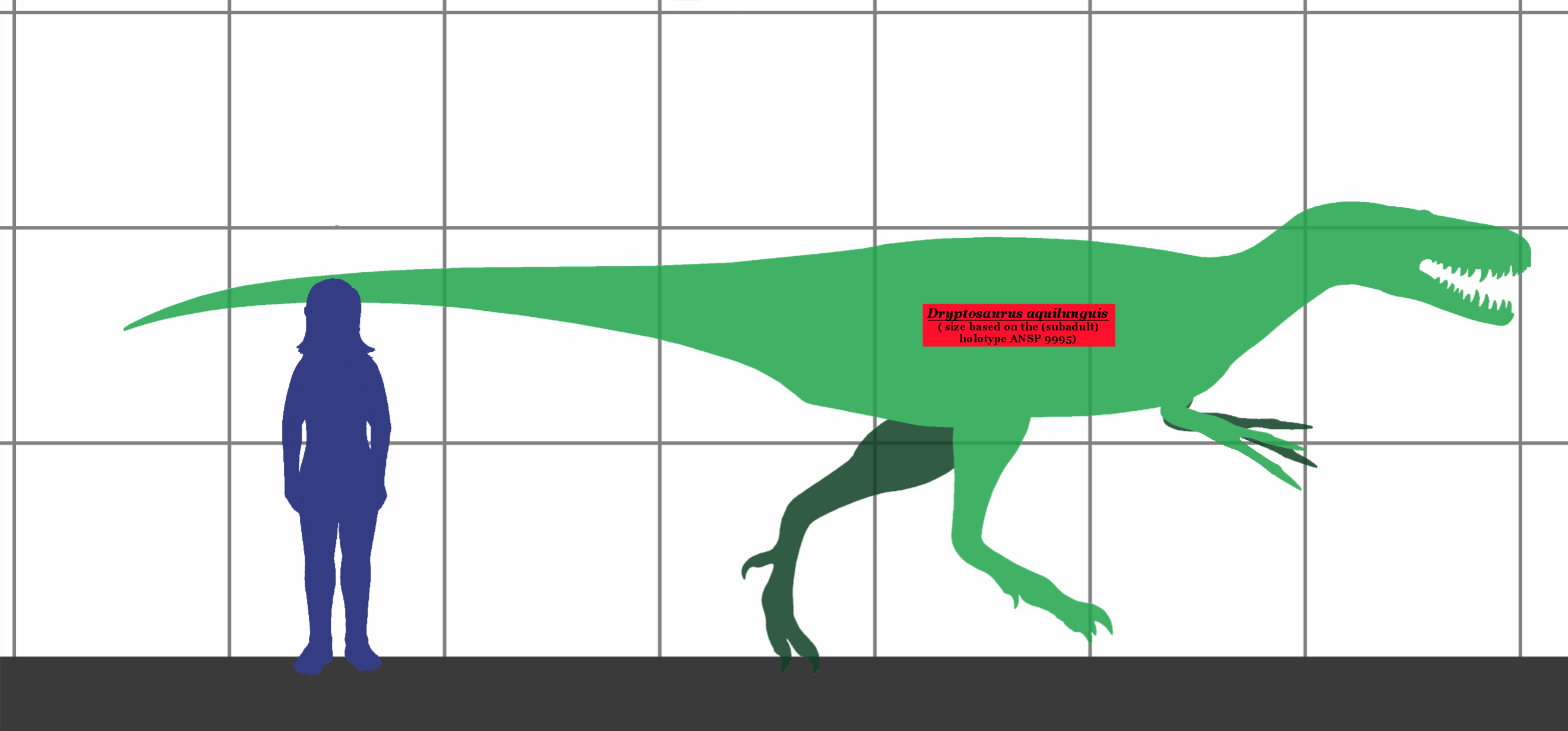
Dryptosaurus in grootte vergeleken met een mens

Vanwege de beperkte resten is de precieze grootte van Dryptosaurus aquilunguis lastig vast te stellen. Volgens een schatting van Michael Mortimer uit 2010 werd het dier 6,4 meter lang en woog ongeveer 750 kilogram. Gregory S. Paul gaf hetzelfde jaar een lengte van zevenenhalve meter en een gewicht van anderhalve ton. Dryptosaurus had, afgaande op de dijbeenlengte van achtenzeventig centimeter en een lengte van het scheenbeen van 759 millimeter, een heuphoogte van ongeveer 1,8 meter. Net als de verwante Eotyrannus bezat hij relatief lange armen: het opperarmbeen was ongeveer negenentwintig centimeter lang. Het aantal vingers aan elke hand is onbekend; vaak wordt aangenomen dat het er drie waren. De twee zekere vingers droegen de lange klauwen waarvan de soortaanduiding is afgeleid: de bewaard gebleven duimklauw had een buitenomtrek van 242 millimeter.
Verschillende onderzoekers wisten samen een aantal onderscheidende eigenschappen vast te stellen. Op de tanden van het bovenkaaksbeen is de ruimte tussen de vertandingen van de snijrand half zo breed als de vertandingen zelf. Op de eerste handklauw ligt de verheffing die als aanhechting voor de pees van de buigende spier dient direct aan de rand van het gewrichtsvlak en steekt nauwelijks naar onderen uit. Het opperarmbeen is tamelijk kort, met 37,5% van de lengte van het dijbeen, terwijl de hand juist lang is met een lengte voor het eerste kootje van de eerste vinger van twintig procent van de dijbeenlengte. De knobbel op het zitbeen is extreem overdwars verbreed, zeventig procent breder dan de schacht er onmiddellijk onder. Op de binnenkant van het dijbeen bevindt zich een eivormige uitholling onmiddellijk boven de binnenste onderste gewrichtsknobbel, welke aan de voorkant afgebakend wordt door een verticale richel en achteraan door een tweede richel die bij andere theropoden niet voorkomt. Op de voorkant van het kuitbeen bevindt zich onmiddellijk boven de knobbel die dient als de aanhechting voor de Musculus iliofibularis een naar boven gerichte en naar binnen draaiende richel. Het zijvlak van de buitenste gewrichtsknobbel van het sprongbeen heeft een opvallende lip die het bovenvlak van het calcaneum overlapt. Het vierde middenvoetsbeen heeft geen 'hiel' aan de binnenste onderkant. Het vierde middenvoetsbeen heeft bovenaan een platte schacht die eindigt in een bovenvlak met een doorsnede die min of meer de vorm heeft van een overlangs en daarna overdwars gehalveerd ei, veel breder overdwars dan van voor naar achteren diep.

#### Skelet

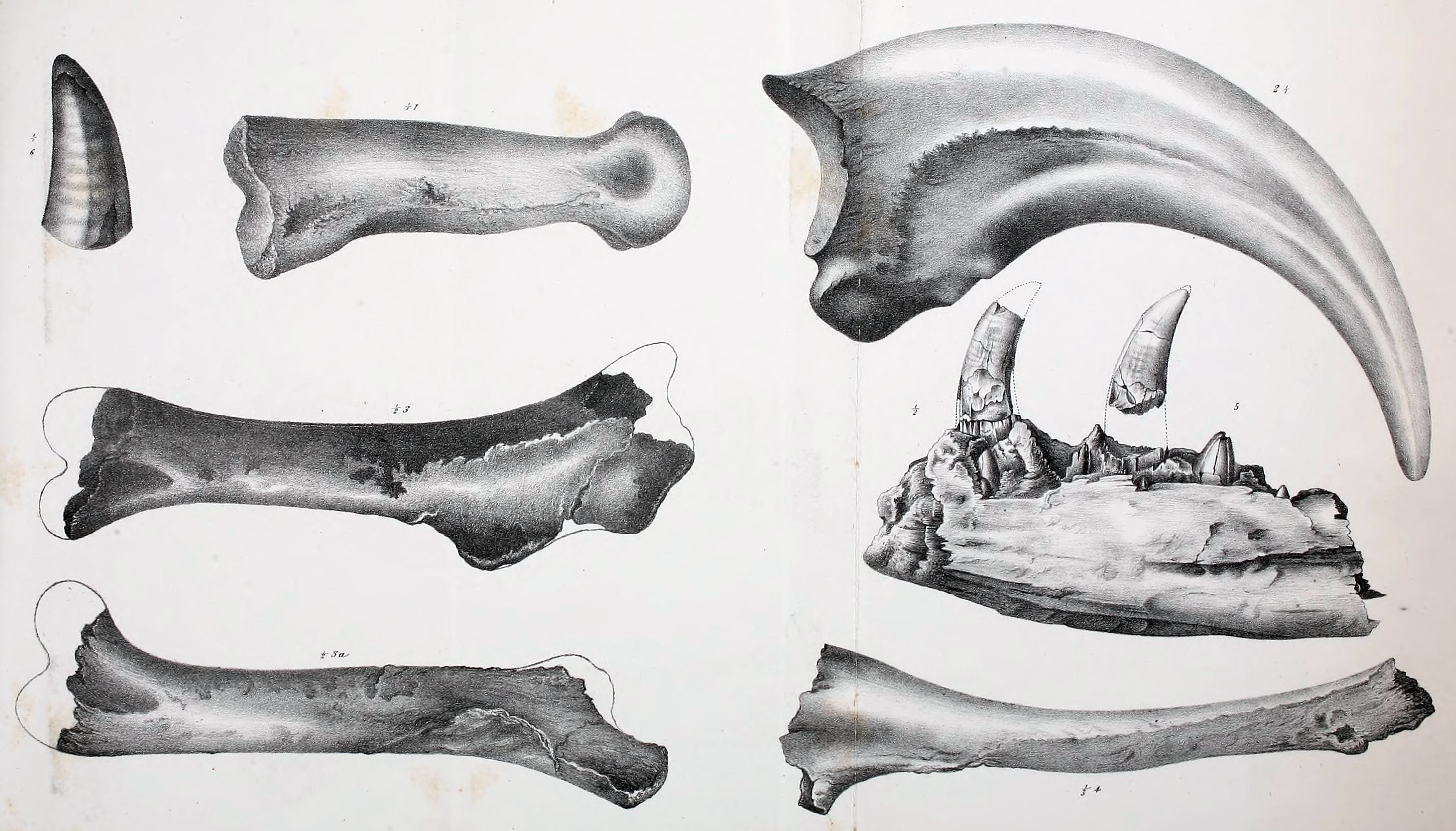
Fossielen van Dryptosaurus zoals geïllustreerd in 1871: bovenaan de handklauw, in het midden het stuk onderkaak en onderaan een schaambeen

##### Schedel en onderkaken
Van de schedel is weinig bekend. Het bewaard gebleven stuk bovenkaaksbeen vertegenwoordigt daarvan het voorste gedeelte en heeft een lengte van negenentachtig millimeter en een hoogte van zevenenzeventig millimeter. Het fragment toont in vooraanzicht geen welving van de zijkant maar draait voldoende ver naar binnen toe om duidelijk te maken dat de snuit niet heel smal geweest kan zijn. Zo'n vijfendertig millimeter boven de onderrand van het fragment loopt een rij foramina, openingen voor de voedende aderkanalen van de tanden. Als dit de primaire rij is, die zich bij verwante soorten als eerste boven de kaakrand bevindt, is deze uniek hoog geplaatst. Dit kenmerk werd echter niet formeel als autapomorfie aangemerkt daar de onderkant zo beschadigd is dat niet kan worden vastgesteld of deze met kaakrand samenvalt. Er zijn twee ronde foramina, vier à vijf millimeter in doorsnede, per tandpositie. Het fragment heeft nog vier tandposities, ruwweg een derde van het oorspronkelijk totaal. In de tweede tandkas is nog een uitgekomen tand aanwezig. De derde tandkas toont een hoge vervangingstand. Tussen de tanden bevinden zich aan hun achterkanten grote driehoekige interdentaalplaten. Aan de tandkas is te zien dat de eerste maxillaire tand kleiner en ronder moet zijn geweest, een typisch tyrannosauroïde kenmerk.
Van de onderkaak is een stuk rechterdentarium bewaard met daarin vijf tandkassen. De buitenste zijkant ervan is glad en toont twee horizontale rijen aderkanalen. De bovenste daarvan bevindt zich in een ondiepe groeve. Bij de onderste rij zijn de achterste gaatjes cirkelvormig terwijl de voorste meer ovaal zijn; deze combinatie is wellicht een uniek kenmerk. De binnenkant toont een ondiepe en hoog geplaatste fossa Meckeliana, een horizontale groeve. Oorspronkelijk was in de eerste en vierde tandkas een gave tand aanwezig maar die zijn nu afgebroken; de afgietsels tonen de meer onbeschadigde toestand. De tanden hebben een afgeplatte ovale doorsnede, niet achtvormig middenin ingesnoerd zoals bij sommige verwanten. De typische verdikking als bij tyrannosauriden ontbreekt. Twee vervangingstanden zijn zichtbaar. De tanden zijn aan de binnenkant versterkt door interdentaalplaten. Deze tanden en enkele losse tanden van vergelijkbare vorm zijn afgeplat, gebogen en gekarteld. Ze hebben aldus een algemene theropode bouw en zijn weinig gespecialiseerd. De achterste snijrand toont zeventien vertandingen per strekkende centimeter.
Van de rechteronderkaak is ook een 159 millimeter lang stuk surangulare aanwezig, dat door Cope foutief geïdentificeerd werd als een jukboog of arcus zygomaticus, een element dat dinosauriërs echter helemaal niet bezitten. Carpenter herkende het als een of ander onderkaakfragment en pas Thomas Carr begreep in 2005 voor het eerst dat het een surangulare betrof. Het is een robuust bot maar heeft geen zijrichel die het achterste zijvenster overhangt. Het surangulare bezit zelf een enorm foramen in de zijkant; de precieze omvang van deze opening kan door beschadiging echter niet worden vastgesteld.

##### Postcrania

###### Wervelkolom
Van de wervelkolom zijn alleen elf staartwervels bekend die stammen uit het middengedeelte en het voorste achterste gedeelte van de staart.
De wervels zijn relatief lang: Dryptosaurus had dus niet de verkorte staart van de tyrannosauriden. De wervellichamen zijn amficoel: hol aan beide uiteinden. Deze centra hebben een lengtegroeve op de onderkant; bij de achterste wervels gaat de zijrichel die homoloog is aan de zijuitsteeksels van meer naar voren gelegen wervels over in een groeve; dat kan een uniek kenmerk zijn, hoewel de meeste verwanten niet op deze eigenschap gecontroleerd zijn. De voorste wervels hebben ook een horizontale zijrichel op de wervelboog. De wervelboog is nauw en plaatvormig en relatief achterwaarts op het centrum gelegen. De voorste gewrichtsuitsteeksels zijn tamelijk kort, een teken dat de staart niet verstijfd was; de achterste gewrichtsuitsteeksels zijn alle afgebroken.

###### Voorste ledematen
Het opperarmbeen, met een geschatte lengte van dertig centimeter, is relatief recht. De middelste onderste gewrichtsknobbel, die voor de ellepijp is ongeveer vijftig graden rond de lengteas naar buiten gedraaid en de buitenste gewrichtsknobbel, die voor het spaakbeen naar binnen zodat het onderste gewricht van de linkerarm in bovenaanzicht tegen de klok in geroteerd is. Dit is ook bekend van Dilong en Guanlong. De kop van het opperarmbeen heeft vermoedelijk de basale afgeplatte vorm en is niet bolvormig als bij de tyrannosauriden. De deltopectorale kam is laag en heeft een derde van de schachtlengte. Bij het onderste uiteinde van de kam toont de schacht een ruwe ovale uitholling, de aanhechting van een pees.
De armlengte als geheel kan niet direct worden vastgesteld doordat de onderarm, pols en middenhand geheel ontbreken. Wel zijn er drie vingerkootjes van de linkerhand gevonden en die hebben een aanzienlijke omvang. Het gaat vermoedelijk om het eerste kootje van de eerste vinger, het tweede kootje van de tweede vinger en de klauw van de eerste of tweede vinger. Dat de identificatie problematisch is, blijkt uit het feit dat Brusatte e.a. de eerste twee elementen precies andersom bepaald hebben dan Carpenter: bij hen is het langste element, met een geschatte lengte van zestien centimeter, het eerste kootje van de duim, de dunnere en kortste falanx met 126 millimeter het element II-2. Dat Carpenter tot een tegenovergestelde conclusie kwam, is te verklaren uit het feit dat normaliter de duim korter en dikker is; de buiging naar buiten toe zou volgens Brusatte e.a. bewijzen dat toch het lange element falanx I-1 vertegenwoordigt. De bewaarde handklauw is van een enorme grootte, 176 millimeter lang in doorsnede. Omdat bij tyrannosauroïden de eerste en twee klauw ongeveer even groot zijn, is men toch tot een schatting van althans de handlengte kunnen komen: 176 plus 160 plus 96 millimeter voor een totaal van 432 millimeter; de middenhandslengte is geëxtrapoleerd vanuit de toestand bij verwante soorten. Samen met het opperarmbeen, en een onderarm en pols van samen zo'n vijfentwintig centimeter moet de arm als geheel een kleine meter gemeten hebben. In tegenstelling tot veel andere tyrannosauroïden waren de voorpoten van Dryptosaurus dus niet bepaald gereduceerd of rudimentair: ze konden het grootste deel van de afstand tussen de horizontale romp en de romp, zo'n 1,2 meter, overbruggen. De klauw heeft, anders dan bij Guanlong, Dilong, en Eotyrannus, aan de onderste achterkant geen zeer grote of ruwe knobbel als aanhechting voor de pees van de buigende spier.

###### Achterste ledematen
Van het bekken is het darmbeen onbekend. Het rechterschaambeen heeft een bewaarde schachtlengte van 465 millimeter. In het bovengedeelte was geen omsloten opening, een foramen obturatum, of zelfs maar een inkeping. De schacht is naar voren gebogen, dus met een holle voorkant, een afgeleid kenmerk. Of er een 'voet' was aan het uiteinde is onbekend. Brusatte e.a. concludeerden dat beide schaambeenderen over een grote lengte contact met elkaar maakten via een beenschort; Carpenter had nog aangenomen dat die helemaal afwezig was. Van het rechterzitbeen is een stok van de bovenste schacht gevonden. Het meest opvallende kenmerk ervan is een ruwe ovale bult op de achterrand. Deze heeft een lengte van vierenzestig millimeter en is daarbij relatief bijzonder breed: vier centimeter, een uniek kenmerk.
Het linkerdijbeen heeft een bewaarde lengte van 781 millimeter. Het bovengedeelte van de schacht buigt naar voren toe, dus met een holle voorkant. De dijbeenkop is naar het midden gericht; beschadigingen staan niet toe te bepalen of hij ook naar boven gericht was zoals bij de tyrannosauriden. De trochanter minor steekt bovenaan opvallend naar voren uit daarbij iets naar binnen draaiend. De accessoire trochanter is, zoals nog van het afgietsel valt op te maken, vrij klein. De beenstijl op de bovenkant van het dijbeen als geheel heeft de vorm van een dikke ovale bult. De vierde trochanter op de achterrand van de schacht is tamelijk laag en eindigt op vijfendertig procent van de bovenste schachtlengte, een basaal kenmerk: bij tyrannosauriden loopt die door tot veertig procent van de lengte. De gewrichtsknobbels onderaan zijn gescheiden door diepe voorste en achterste groeven. Ongebruikelijk is dat ertussen, aan het onderste uiteinde van het dijbeen een diepe middengroeve aanwezig is, van de achterste groeve gescheiden door een overdwars lopende beenrichel. Onmiddellijk boven de binnenste gewrichtsknobbel bevindt zich een trog in de vorm van een langwerpige ellips met een lengte van vijftien centimeter. De trog wordt aan de voorkant begrensd door de normale kam op de binnenkant van de schacht maar ook door een unieke lagere richel aan de achterkant.
Het scheenbeen heeft een lengte van 759 millimeter en is dus wat korter dan het bovenbeen, wat vaker het geval is bij grotere theropoden. Het heeft bovenop een krachtige crista cnemialis die ver naar voren uitsteekt, daarbij iets naar buiten draaiend. De basis van deze kam is dik en deze wordt van de buitenste bovenste gewrichtsknobbel slechts gescheiden door een ondiepe kloof of incisura tibialis. Carr dacht dat het ontbreken van een beenspoor die van de voorrand van de knobbel in de kloof stak, een onderscheidend kenmerk van Dryptosaurus was maar volgens Brusatte e.a. is dit gedeelte te zwaar beschadigd om enige conclusie hierover te trekken. Op de bovenste buitenste zijkant van het scheenbeen bevindt zich een robuuste negentien centimeter lange en tot zesentwintig millimeter hoge verticale kam, de crista fibularis, die opvallend ver naar boven doorloopt, tot maar een paar millimeter van de bovenrand; bij de meeste basale tyrannosauroïden blijft er een halve à anderhalve centimeter tussenruimte — een uitzondering vormt Juratyrant waar de kam zelfs de bovenrand raakt. De ondersteunende beenstijl voor de buitenste onderste gewrichtsknobbel loopt naar onder verder door dan die voor de binnenste gewrichtsknobbel, maar blijft vrij smal, een basaal kenmerk. De schacht van het kuitbeen heeft aan de binnenkant een uitholling die bovenaan diep is maar naar onderen met het schachtoppervlak vervloeit. De onderkant van het kuitbeen is bij het fossiel afgebroken. Boven de breuk ligt op de hoek tussen voorkant en buitenste zijkant een langwerpige ruwe knobbel als aanhechting voor de Musculus iliofibularis. De knobbel loopt naar boven toe gevorkt uit waarbij de uiteinden gescheiden zijn door een trog. Boven de voorste tak ligt een aparte enkelvoudige verticale ruwe richel, een uniek kenmerk.
Het sprongbeen had vermoedelijk een hoge opgaande tak, de processus ascendens; deze is in het fossiel afgebroken maar het raakvlak met de voorste onderkant van het scheenbeen is nog zichtbaar. De opgaande tak is in ieder geval onderaan tamelijk breed. De gebruikelijke trog aan de voorkant ervan is opvallend diep, een afgeleid kenmerk. De gewrichtsknobbels van het sprongbeen bevinden zich tamelijk vooraan, in het verlengde van het voorvlak van het scheenbeen. De knobbels zijn verbonden door een zadelvormige verdieping. De binnenste gewrichtsknobbel is het bolst en breedst. Het kuitbeen rust vrij hoog tegen het sprongbeen, niet laag in een verdiepte uitholling; dit is een afgeleid kenmerk. Wel is er nog een putje te zien op die positie. Opvallend is dat er geen penverbinding is met het tweede bovenste enkelbeen, het calcaneum, in plaats daarvan wordt de bovenkant van dit bot overgroeid door een lipvormige uitloper van de richel die de processus acendens scheidt van de buitenste gewrichtsknobbels van de bovenste enkel. Dit is een uniek kenmerk. Carr dacht in 2005 een bijkomende autapomorfie, unieke afgeleide eigenschap, gevonden te hebben in het feit dat de zone waartegen het kuitbeen rustte niet onderaan begrensd werd door een opstaande rand; volgens Brusatte e.a. echter is deze sector zo zwaar beschadigd dat het al dan niet aanwezig zijn daarvan niet meer kan worden vastgesteld.
Het door Carpenter toegewezen vierde middenvoetsbeen en het fragmentarische derde middenvoetsbeen, voor het eerst door Brusatte e.a. beschreven, maken het mogelijk de toestand van de metatarsus te bepalen. Het vierde middenvoetsbeen heeft bovenaan een erg vlakke achterkant; omdat de bovenzijde en de zijkanten nogal bol zijn heeft de schacht daar een halfeivormige doorsnede, een uniek kenmerk. Naar beneden toe wordt de schacht dunner. Het bovenvlak heeft de typische inkeping waarin de bovenkant van het derde middenvoetsbeen rustte. Dit wordt meestal gezien als een aanwijzing dat de middenvoet arctometatarsaal was; het derde middenvoetsbeen wordt daarbij bovenaan toegeknepen en van de voorkant gedrongen door het tweede en vierde. Carpenter stelde echter in 1997 dat dit toch niet zo kon zijn omdat het bot aan de bovenste binnenzijde de vlakke verbreding miste die de bovenkant van het derde metacarpale dan zou indrukken en onderaan de versmallende knik die arctometatarsale soorten tonen om de onderste verbreding van het derde middenvoetsbeen te bergen. Brusatte e.a. brachten daar echter tegenin dat het element bovenaan te zwaar beschadigd is om de vorm exact vast te stellen en onderaan althans een buiging naar buiten heeft. Bij het vierde middenvoetsbeen is onderaan de binnenrand vrij scherp maar de buitenrand is afgerond; de scherpe rand is een basaal kenmerk. Het ondervlak is zeer bol. Het fragment van het derde middenvoetsbeen lijkt de hypothese van een arctometatarsale voet te bevestigen want heeft aan één kant een dikke richel — dit zou het toegeknepen voorvlak kunnen zijn — en aan de overliggende zijde is het vlak en breed.

## Fylogenie
Cope wees Laelaps toe aan de Megalosauridae zoals toen gebruikelijk was voor alle theropoden. Marsh plaatste Dryptosaurus in een eigen Dryptosauridae. Doordat de meeste bij het geslacht ondergebrachte soorten in feite materiaal van tyrannosauriden vertegenwoordigden, werd er vanaf het midden van de twintigste eeuw steeds vaker een verband gelegd met de Deinodontidae, de huidige Tyrannosauridae. Dit gold echter niet voor de typesoort op zich. Nog in 1997 zag Carpenter geen duidelijke aanwijzingen voor een nauwe verwantschap met de tyrannosauriden en bleef hij Dryptosaurus in een eigen Dryptosauridae onderbrengen. In de jaren daarna echter nam het aantal bekende basale tyrannosauroïden snel toe. Gebaseerd op de nieuwe informatie wezen de exacte kladistische analyses aan dat ook Dryptosaurus basaal in de ruimere Tyrannosauroidea geplaatst was, soms als een zustertaxon van Alectrosaurus. De eerste analyses gaven ze de soort echter soms ook in een meer afgeleide positie in de Albertosaurinae als een zustertaxon van Bagaraatan, in welk geval het toch een tyrannosauride zou gaan. Andere studies plaatsten het taxon daarentegen veel lager in de stamboom, basaal in de Coelurosauria. De laatste analyses komen overeen in een plaatsing als basale tyrannosauroïde.
Ook Brusatte e.a. voegden in 2012 een analyse aan hun publicatie toe. Dryptosaurus bevond zich boven Xiongguanlong en onder Raptorex in de stamboom zoals getoond wordt in dit kladogram:
|      | Guanlong                                                                              |
|      |                                                                                       |
|      | \| void \| Proceratosaurus \| \| \| Proceratosaurus \| \| \| Sinotyrannus \| \| \| \| |
|      |                                                                                       |
| void | Proceratosaurus                                                                       |
|      | Proceratosaurus                                                                       |
|      | Sinotyrannus                                                                          |
|      |                                                                                       |

| void | Proceratosaurus |
|      | Proceratosaurus |
|      | Sinotyrannus    |
|      |                 |

|      | Guanlong                                                                              |
|      |                                                                                       |
|      | \| void \| Proceratosaurus \| \| \| Proceratosaurus \| \| \| Sinotyrannus \| \| \| \| |
|      |                                                                                       |
| void | Proceratosaurus                                                                       |
|      | Proceratosaurus                                                                       |
|      | Sinotyrannus                                                                          |
|      |                                                                                       |

| void | Proceratosaurus |
|      | Proceratosaurus |
|      | Sinotyrannus    |
|      |                 |

|      | Guanlong                                                                              |
|      |                                                                                       |
|      | \| void \| Proceratosaurus \| \| \| Proceratosaurus \| \| \| Sinotyrannus \| \| \| \| |
|      |                                                                                       |
| void | Proceratosaurus                                                                       |
|      | Proceratosaurus                                                                       |
|      | Sinotyrannus                                                                          |
|      |                                                                                       |

| void | Proceratosaurus |
|      | Proceratosaurus |
|      | Sinotyrannus    |
|      |                 |

|      | Guanlong                                                                              |
|      |                                                                                       |
|      | \| void \| Proceratosaurus \| \| \| Proceratosaurus \| \| \| Sinotyrannus \| \| \| \| |
|      |                                                                                       |
| void | Proceratosaurus                                                                       |
|      | Proceratosaurus                                                                       |
|      | Sinotyrannus                                                                          |
|      |                                                                                       |

| void | Proceratosaurus |
|      | Proceratosaurus |
|      | Sinotyrannus    |
|      |                 |

| void | Stokesosaurus                                             |
|      | Stokesosaurus                                             |
|      | \| \| Eotyrannus \| \| \| \| \| \| Juratyrant \| \| \| \| |
|      |                                                           |
|      | Eotyrannus                                                |
|      |                                                           |
|      | Juratyrant                                                |
|      |                                                           |

|  | Eotyrannus |
|  |            |
|  | Juratyrant |
|  |            |

| void | Appalachiosaurus                                                                       |
|      | Appalachiosaurus                                                                       |
|      | \| void \| Bistahieversor \| \| \| Bistahieversor \| \| \| Tyrannosauridae \| \| \| \| |
|      |                                                                                        |
| void | Bistahieversor                                                                         |
|      | Bistahieversor                                                                         |
|      | Tyrannosauridae                                                                        |
|      |                                                                                        |

| void | Bistahieversor  |
|      | Bistahieversor  |
|      | Tyrannosauridae |
|      |                 |

| void | Appalachiosaurus                                                                       |
|      | Appalachiosaurus                                                                       |
|      | \| void \| Bistahieversor \| \| \| Bistahieversor \| \| \| Tyrannosauridae \| \| \| \| |
|      |                                                                                        |
| void | Bistahieversor                                                                         |
|      | Bistahieversor                                                                         |
|      | Tyrannosauridae                                                                        |
|      |                                                                                        |

| void | Bistahieversor  |
|      | Bistahieversor  |
|      | Tyrannosauridae |
|      |                 |

| void | Appalachiosaurus                                                                       |
|      | Appalachiosaurus                                                                       |
|      | \| void \| Bistahieversor \| \| \| Bistahieversor \| \| \| Tyrannosauridae \| \| \| \| |
|      |                                                                                        |
| void | Bistahieversor                                                                         |
|      | Bistahieversor                                                                         |
|      | Tyrannosauridae                                                                        |
|      |                                                                                        |

| void | Bistahieversor  |
|      | Bistahieversor  |
|      | Tyrannosauridae |
|      |                 |

| void | Appalachiosaurus                                                                       |
|      | Appalachiosaurus                                                                       |
|      | \| void \| Bistahieversor \| \| \| Bistahieversor \| \| \| Tyrannosauridae \| \| \| \| |
|      |                                                                                        |
| void | Bistahieversor                                                                         |
|      | Bistahieversor                                                                         |
|      | Tyrannosauridae                                                                        |
|      |                                                                                        |

| void | Bistahieversor  |
|      | Bistahieversor  |
|      | Tyrannosauridae |
|      |                 |

| void | Appalachiosaurus                                                                       |
|      | Appalachiosaurus                                                                       |
|      | \| void \| Bistahieversor \| \| \| Bistahieversor \| \| \| Tyrannosauridae \| \| \| \| |
|      |                                                                                        |
| void | Bistahieversor                                                                         |
|      | Bistahieversor                                                                         |
|      | Tyrannosauridae                                                                        |
|      |                                                                                        |

| void | Bistahieversor  |
|      | Bistahieversor  |
|      | Tyrannosauridae |
|      |                 |

| void | Appalachiosaurus                                                                       |
|      | Appalachiosaurus                                                                       |
|      | \| void \| Bistahieversor \| \| \| Bistahieversor \| \| \| Tyrannosauridae \| \| \| \| |
|      |                                                                                        |
| void | Bistahieversor                                                                         |
|      | Bistahieversor                                                                         |
|      | Tyrannosauridae                                                                        |
|      |                                                                                        |

| void | Bistahieversor  |
|      | Bistahieversor  |
|      | Tyrannosauridae |
|      |                 |

| void | Appalachiosaurus                                                                       |
|      | Appalachiosaurus                                                                       |
|      | \| void \| Bistahieversor \| \| \| Bistahieversor \| \| \| Tyrannosauridae \| \| \| \| |
|      |                                                                                        |
| void | Bistahieversor                                                                         |
|      | Bistahieversor                                                                         |
|      | Tyrannosauridae                                                                        |
|      |                                                                                        |

| void | Bistahieversor  |
|      | Bistahieversor  |
|      | Tyrannosauridae |
|      |                 |

| void | Appalachiosaurus                                                                       |
|      | Appalachiosaurus                                                                       |
|      | \| void \| Bistahieversor \| \| \| Bistahieversor \| \| \| Tyrannosauridae \| \| \| \| |
|      |                                                                                        |
| void | Bistahieversor                                                                         |
|      | Bistahieversor                                                                         |
|      | Tyrannosauridae                                                                        |
|      |                                                                                        |

| void | Bistahieversor  |
|      | Bistahieversor  |
|      | Tyrannosauridae |
|      |                 |

| void | Stokesosaurus                                             |
|      | Stokesosaurus                                             |
|      | \| \| Eotyrannus \| \| \| \| \| \| Juratyrant \| \| \| \| |
|      |                                                           |
|      | Eotyrannus                                                |
|      |                                                           |
|      | Juratyrant                                                |
|      |                                                           |

|  | Eotyrannus |
|  |            |
|  | Juratyrant |
|  |            |

| void | Appalachiosaurus                                                                       |
|      | Appalachiosaurus                                                                       |
|      | \| void \| Bistahieversor \| \| \| Bistahieversor \| \| \| Tyrannosauridae \| \| \| \| |
|      |                                                                                        |
| void | Bistahieversor                                                                         |
|      | Bistahieversor                                                                         |
|      | Tyrannosauridae                                                                        |
|      |                                                                                        |

| void | Bistahieversor  |
|      | Bistahieversor  |
|      | Tyrannosauridae |
|      |                 |

| void | Appalachiosaurus                                                                       |
|      | Appalachiosaurus                                                                       |
|      | \| void \| Bistahieversor \| \| \| Bistahieversor \| \| \| Tyrannosauridae \| \| \| \| |
|      |                                                                                        |
| void | Bistahieversor                                                                         |
|      | Bistahieversor                                                                         |
|      | Tyrannosauridae                                                                        |
|      |                                                                                        |

| void | Bistahieversor  |
|      | Bistahieversor  |
|      | Tyrannosauridae |
|      |                 |

| void | Appalachiosaurus                                                                       |
|      | Appalachiosaurus                                                                       |
|      | \| void \| Bistahieversor \| \| \| Bistahieversor \| \| \| Tyrannosauridae \| \| \| \| |
|      |                                                                                        |
| void | Bistahieversor                                                                         |
|      | Bistahieversor                                                                         |
|      | Tyrannosauridae                                                                        |
|      |                                                                                        |

| void | Bistahieversor  |
|      | Bistahieversor  |
|      | Tyrannosauridae |
|      |                 |

| void | Appalachiosaurus                                                                       |
|      | Appalachiosaurus                                                                       |
|      | \| void \| Bistahieversor \| \| \| Bistahieversor \| \| \| Tyrannosauridae \| \| \| \| |
|      |                                                                                        |
| void | Bistahieversor                                                                         |
|      | Bistahieversor                                                                         |
|      | Tyrannosauridae                                                                        |
|      |                                                                                        |

| void | Bistahieversor  |
|      | Bistahieversor  |
|      | Tyrannosauridae |
|      |                 |

| void | Appalachiosaurus                                                                       |
|      | Appalachiosaurus                                                                       |
|      | \| void \| Bistahieversor \| \| \| Bistahieversor \| \| \| Tyrannosauridae \| \| \| \| |
|      |                                                                                        |
| void | Bistahieversor                                                                         |
|      | Bistahieversor                                                                         |
|      | Tyrannosauridae                                                                        |
|      |                                                                                        |

| void | Bistahieversor  |
|      | Bistahieversor  |
|      | Tyrannosauridae |
|      |                 |

| void | Appalachiosaurus                                                                       |
|      | Appalachiosaurus                                                                       |
|      | \| void \| Bistahieversor \| \| \| Bistahieversor \| \| \| Tyrannosauridae \| \| \| \| |
|      |                                                                                        |
| void | Bistahieversor                                                                         |
|      | Bistahieversor                                                                         |
|      | Tyrannosauridae                                                                        |
|      |                                                                                        |

| void | Bistahieversor  |
|      | Bistahieversor  |
|      | Tyrannosauridae |
|      |                 |

| void | Appalachiosaurus                                                                       |
|      | Appalachiosaurus                                                                       |
|      | \| void \| Bistahieversor \| \| \| Bistahieversor \| \| \| Tyrannosauridae \| \| \| \| |
|      |                                                                                        |
| void | Bistahieversor                                                                         |
|      | Bistahieversor                                                                         |
|      | Tyrannosauridae                                                                        |
|      |                                                                                        |

| void | Bistahieversor  |
|      | Bistahieversor  |
|      | Tyrannosauridae |
|      |                 |

| void | Appalachiosaurus                                                                       |
|      | Appalachiosaurus                                                                       |
|      | \| void \| Bistahieversor \| \| \| Bistahieversor \| \| \| Tyrannosauridae \| \| \| \| |
|      |                                                                                        |
| void | Bistahieversor                                                                         |
|      | Bistahieversor                                                                         |
|      | Tyrannosauridae                                                                        |
|      |                                                                                        |

| void | Bistahieversor  |
|      | Bistahieversor  |
|      | Tyrannosauridae |
|      |                 |

| void | Stokesosaurus                                             |
|      | Stokesosaurus                                             |
|      | \| \| Eotyrannus \| \| \| \| \| \| Juratyrant \| \| \| \| |
|      |                                                           |
|      | Eotyrannus                                                |
|      |                                                           |
|      | Juratyrant                                                |
|      |                                                           |

|  | Eotyrannus |
|  |            |
|  | Juratyrant |
|  |            |

| void | Appalachiosaurus                                                                       |
|      | Appalachiosaurus                                                                       |
|      | \| void \| Bistahieversor \| \| \| Bistahieversor \| \| \| Tyrannosauridae \| \| \| \| |
|      |                                                                                        |
| void | Bistahieversor                                                                         |
|      | Bistahieversor                                                                         |
|      | Tyrannosauridae                                                                        |
|      |                                                                                        |

| void | Bistahieversor  |
|      | Bistahieversor  |
|      | Tyrannosauridae |
|      |                 |

| void | Appalachiosaurus                                                                       |
|      | Appalachiosaurus                                                                       |
|      | \| void \| Bistahieversor \| \| \| Bistahieversor \| \| \| Tyrannosauridae \| \| \| \| |
|      |                                                                                        |
| void | Bistahieversor                                                                         |
|      | Bistahieversor                                                                         |
|      | Tyrannosauridae                                                                        |
|      |                                                                                        |

| void | Bistahieversor  |
|      | Bistahieversor  |
|      | Tyrannosauridae |
|      |                 |

| void | Appalachiosaurus                                                                       |
|      | Appalachiosaurus                                                                       |
|      | \| void \| Bistahieversor \| \| \| Bistahieversor \| \| \| Tyrannosauridae \| \| \| \| |
|      |                                                                                        |
| void | Bistahieversor                                                                         |
|      | Bistahieversor                                                                         |
|      | Tyrannosauridae                                                                        |
|      |                                                                                        |

| void | Bistahieversor  |
|      | Bistahieversor  |
|      | Tyrannosauridae |
|      |                 |

| void | Appalachiosaurus                                                                       |
|      | Appalachiosaurus                                                                       |
|      | \| void \| Bistahieversor \| \| \| Bistahieversor \| \| \| Tyrannosauridae \| \| \| \| |
|      |                                                                                        |
| void | Bistahieversor                                                                         |
|      | Bistahieversor                                                                         |
|      | Tyrannosauridae                                                                        |
|      |                                                                                        |

| void | Bistahieversor  |
|      | Bistahieversor  |
|      | Tyrannosauridae |
|      |                 |

| void | Appalachiosaurus                                                                       |
|      | Appalachiosaurus                                                                       |
|      | \| void \| Bistahieversor \| \| \| Bistahieversor \| \| \| Tyrannosauridae \| \| \| \| |
|      |                                                                                        |
| void | Bistahieversor                                                                         |
|      | Bistahieversor                                                                         |
|      | Tyrannosauridae                                                                        |
|      |                                                                                        |

| void | Bistahieversor  |
|      | Bistahieversor  |
|      | Tyrannosauridae |
|      |                 |

| void | Appalachiosaurus                                                                       |
|      | Appalachiosaurus                                                                       |
|      | \| void \| Bistahieversor \| \| \| Bistahieversor \| \| \| Tyrannosauridae \| \| \| \| |
|      |                                                                                        |
| void | Bistahieversor                                                                         |
|      | Bistahieversor                                                                         |
|      | Tyrannosauridae                                                                        |
|      |                                                                                        |

| void | Bistahieversor  |
|      | Bistahieversor  |
|      | Tyrannosauridae |
|      |                 |

| void | Appalachiosaurus                                                                       |
|      | Appalachiosaurus                                                                       |
|      | \| void \| Bistahieversor \| \| \| Bistahieversor \| \| \| Tyrannosauridae \| \| \| \| |
|      |                                                                                        |
| void | Bistahieversor                                                                         |
|      | Bistahieversor                                                                         |
|      | Tyrannosauridae                                                                        |
|      |                                                                                        |

| void | Bistahieversor  |
|      | Bistahieversor  |
|      | Tyrannosauridae |
|      |                 |

| void | Appalachiosaurus                                                                       |
|      | Appalachiosaurus                                                                       |
|      | \| void \| Bistahieversor \| \| \| Bistahieversor \| \| \| Tyrannosauridae \| \| \| \| |
|      |                                                                                        |
| void | Bistahieversor                                                                         |
|      | Bistahieversor                                                                         |
|      | Tyrannosauridae                                                                        |
|      |                                                                                        |

| void | Bistahieversor  |
|      | Bistahieversor  |
|      | Tyrannosauridae |
|      |                 |

| void | Stokesosaurus                                             |
|      | Stokesosaurus                                             |
|      | \| \| Eotyrannus \| \| \| \| \| \| Juratyrant \| \| \| \| |
|      |                                                           |
|      | Eotyrannus                                                |
|      |                                                           |
|      | Juratyrant                                                |
|      |                                                           |

|  | Eotyrannus |
|  |            |
|  | Juratyrant |
|  |            |

| void | Appalachiosaurus                                                                       |
|      | Appalachiosaurus                                                                       |
|      | \| void \| Bistahieversor \| \| \| Bistahieversor \| \| \| Tyrannosauridae \| \| \| \| |
|      |                                                                                        |
| void | Bistahieversor                                                                         |
|      | Bistahieversor                                                                         |
|      | Tyrannosauridae                                                                        |
|      |                                                                                        |

| void | Bistahieversor  |
|      | Bistahieversor  |
|      | Tyrannosauridae |
|      |                 |

| void | Appalachiosaurus                                                                       |
|      | Appalachiosaurus                                                                       |
|      | \| void \| Bistahieversor \| \| \| Bistahieversor \| \| \| Tyrannosauridae \| \| \| \| |
|      |                                                                                        |
| void | Bistahieversor                                                                         |
|      | Bistahieversor                                                                         |
|      | Tyrannosauridae                                                                        |
|      |                                                                                        |

| void | Bistahieversor  |
|      | Bistahieversor  |
|      | Tyrannosauridae |
|      |                 |

| void | Appalachiosaurus                                                                       |
|      | Appalachiosaurus                                                                       |
|      | \| void \| Bistahieversor \| \| \| Bistahieversor \| \| \| Tyrannosauridae \| \| \| \| |
|      |                                                                                        |
| void | Bistahieversor                                                                         |
|      | Bistahieversor                                                                         |
|      | Tyrannosauridae                                                                        |
|      |                                                                                        |

| void | Bistahieversor  |
|      | Bistahieversor  |
|      | Tyrannosauridae |
|      |                 |

| void | Appalachiosaurus                                                                       |
|      | Appalachiosaurus                                                                       |
|      | \| void \| Bistahieversor \| \| \| Bistahieversor \| \| \| Tyrannosauridae \| \| \| \| |
|      |                                                                                        |
| void | Bistahieversor                                                                         |
|      | Bistahieversor                                                                         |
|      | Tyrannosauridae                                                                        |
|      |                                                                                        |

| void | Bistahieversor  |
|      | Bistahieversor  |
|      | Tyrannosauridae |
|      |                 |

| void | Appalachiosaurus                                                                       |
|      | Appalachiosaurus                                                                       |
|      | \| void \| Bistahieversor \| \| \| Bistahieversor \| \| \| Tyrannosauridae \| \| \| \| |
|      |                                                                                        |
| void | Bistahieversor                                                                         |
|      | Bistahieversor                                                                         |
|      | Tyrannosauridae                                                                        |
|      |                                                                                        |

| void | Bistahieversor  |
|      | Bistahieversor  |
|      | Tyrannosauridae |
|      |                 |

| void | Appalachiosaurus                                                                       |
|      | Appalachiosaurus                                                                       |
|      | \| void \| Bistahieversor \| \| \| Bistahieversor \| \| \| Tyrannosauridae \| \| \| \| |
|      |                                                                                        |
| void | Bistahieversor                                                                         |
|      | Bistahieversor                                                                         |
|      | Tyrannosauridae                                                                        |
|      |                                                                                        |

| void | Bistahieversor  |
|      | Bistahieversor  |
|      | Tyrannosauridae |
|      |                 |

| void | Appalachiosaurus                                                                       |
|      | Appalachiosaurus                                                                       |
|      | \| void \| Bistahieversor \| \| \| Bistahieversor \| \| \| Tyrannosauridae \| \| \| \| |
|      |                                                                                        |
| void | Bistahieversor                                                                         |
|      | Bistahieversor                                                                         |
|      | Tyrannosauridae                                                                        |
|      |                                                                                        |

| void | Bistahieversor  |
|      | Bistahieversor  |
|      | Tyrannosauridae |
|      |                 |

| void | Appalachiosaurus                                                                       |
|      | Appalachiosaurus                                                                       |
|      | \| void \| Bistahieversor \| \| \| Bistahieversor \| \| \| Tyrannosauridae \| \| \| \| |
|      |                                                                                        |
| void | Bistahieversor                                                                         |
|      | Bistahieversor                                                                         |
|      | Tyrannosauridae                                                                        |
|      |                                                                                        |

| void | Bistahieversor  |
|      | Bistahieversor  |
|      | Tyrannosauridae |
|      |                 |

|      | Guanlong                                                                              |
|      |                                                                                       |
|      | \| void \| Proceratosaurus \| \| \| Proceratosaurus \| \| \| Sinotyrannus \| \| \| \| |
|      |                                                                                       |
| void | Proceratosaurus                                                                       |
|      | Proceratosaurus                                                                       |
|      | Sinotyrannus                                                                          |
|      |                                                                                       |

| void | Proceratosaurus |
|      | Proceratosaurus |
|      | Sinotyrannus    |
|      |                 |

|      | Guanlong                                                                              |
|      |                                                                                       |
|      | \| void \| Proceratosaurus \| \| \| Proceratosaurus \| \| \| Sinotyrannus \| \| \| \| |
|      |                                                                                       |
| void | Proceratosaurus                                                                       |
|      | Proceratosaurus                                                                       |
|      | Sinotyrannus                                                                          |
|      |                                                                                       |

| void | Proceratosaurus |
|      | Proceratosaurus |
|      | Sinotyrannus    |
|      |                 |

|      | Guanlong                                                                              |
|      |                                                                                       |
|      | \| void \| Proceratosaurus \| \| \| Proceratosaurus \| \| \| Sinotyrannus \| \| \| \| |
|      |                                                                                       |
| void | Proceratosaurus                                                                       |
|      | Proceratosaurus                                                                       |
|      | Sinotyrannus                                                                          |
|      |                                                                                       |

| void | Proceratosaurus |
|      | Proceratosaurus |
|      | Sinotyrannus    |
|      |                 |

|      | Guanlong                                                                              |
|      |                                                                                       |
|      | \| void \| Proceratosaurus \| \| \| Proceratosaurus \| \| \| Sinotyrannus \| \| \| \| |
|      |                                                                                       |
| void | Proceratosaurus                                                                       |
|      | Proceratosaurus                                                                       |
|      | Sinotyrannus                                                                          |
|      |                                                                                       |

| void | Proceratosaurus |
|      | Proceratosaurus |
|      | Sinotyrannus    |
|      |                 |

| void | Stokesosaurus                                             |
|      | Stokesosaurus                                             |
|      | \| \| Eotyrannus \| \| \| \| \| \| Juratyrant \| \| \| \| |
|      |                                                           |
|      | Eotyrannus                                                |
|      |                                                           |
|      | Juratyrant                                                |
|      |                                                           |

|  | Eotyrannus |
|  |            |
|  | Juratyrant |
|  |            |

| void | Appalachiosaurus                                                                       |
|      | Appalachiosaurus                                                                       |
|      | \| void \| Bistahieversor \| \| \| Bistahieversor \| \| \| Tyrannosauridae \| \| \| \| |
|      |                                                                                        |
| void | Bistahieversor                                                                         |
|      | Bistahieversor                                                                         |
|      | Tyrannosauridae                                                                        |
|      |                                                                                        |

| void | Bistahieversor  |
|      | Bistahieversor  |
|      | Tyrannosauridae |
|      |                 |

| void | Appalachiosaurus                                                                       |
|      | Appalachiosaurus                                                                       |
|      | \| void \| Bistahieversor \| \| \| Bistahieversor \| \| \| Tyrannosauridae \| \| \| \| |
|      |                                                                                        |
| void | Bistahieversor                                                                         |
|      | Bistahieversor                                                                         |
|      | Tyrannosauridae                                                                        |
|      |                                                                                        |

| void | Bistahieversor  |
|      | Bistahieversor  |
|      | Tyrannosauridae |
|      |                 |

| void | Appalachiosaurus                                                                       |
|      | Appalachiosaurus                                                                       |
|      | \| void \| Bistahieversor \| \| \| Bistahieversor \| \| \| Tyrannosauridae \| \| \| \| |
|      |                                                                                        |
| void | Bistahieversor                                                                         |
|      | Bistahieversor                                                                         |
|      | Tyrannosauridae                                                                        |
|      |                                                                                        |

| void | Bistahieversor  |
|      | Bistahieversor  |
|      | Tyrannosauridae |
|      |                 |

| void | Appalachiosaurus                                                                       |
|      | Appalachiosaurus                                                                       |
|      | \| void \| Bistahieversor \| \| \| Bistahieversor \| \| \| Tyrannosauridae \| \| \| \| |
|      |                                                                                        |
| void | Bistahieversor                                                                         |
|      | Bistahieversor                                                                         |
|      | Tyrannosauridae                                                                        |
|      |                                                                                        |

| void | Bistahieversor  |
|      | Bistahieversor  |
|      | Tyrannosauridae |
|      |                 |

| void | Appalachiosaurus                                                                       |
|      | Appalachiosaurus                                                                       |
|      | \| void \| Bistahieversor \| \| \| Bistahieversor \| \| \| Tyrannosauridae \| \| \| \| |
|      |                                                                                        |
| void | Bistahieversor                                                                         |
|      | Bistahieversor                                                                         |
|      | Tyrannosauridae                                                                        |
|      |                                                                                        |

| void | Bistahieversor  |
|      | Bistahieversor  |
|      | Tyrannosauridae |
|      |                 |

| void | Appalachiosaurus                                                                       |
|      | Appalachiosaurus                                                                       |
|      | \| void \| Bistahieversor \| \| \| Bistahieversor \| \| \| Tyrannosauridae \| \| \| \| |
|      |                                                                                        |
| void | Bistahieversor                                                                         |
|      | Bistahieversor                                                                         |
|      | Tyrannosauridae                                                                        |
|      |                                                                                        |

| void | Bistahieversor  |
|      | Bistahieversor  |
|      | Tyrannosauridae |
|      |                 |

| void | Appalachiosaurus                                                                       |
|      | Appalachiosaurus                                                                       |
|      | \| void \| Bistahieversor \| \| \| Bistahieversor \| \| \| Tyrannosauridae \| \| \| \| |
|      |                                                                                        |
| void | Bistahieversor                                                                         |
|      | Bistahieversor                                                                         |
|      | Tyrannosauridae                                                                        |
|      |                                                                                        |

| void | Bistahieversor  |
|      | Bistahieversor  |
|      | Tyrannosauridae |
|      |                 |

| void | Appalachiosaurus                                                                       |
|      | Appalachiosaurus                                                                       |
|      | \| void \| Bistahieversor \| \| \| Bistahieversor \| \| \| Tyrannosauridae \| \| \| \| |
|      |                                                                                        |
| void | Bistahieversor                                                                         |
|      | Bistahieversor                                                                         |
|      | Tyrannosauridae                                                                        |
|      |                                                                                        |

| void | Bistahieversor  |
|      | Bistahieversor  |
|      | Tyrannosauridae |
|      |                 |

| void | Stokesosaurus                                             |
|      | Stokesosaurus                                             |
|      | \| \| Eotyrannus \| \| \| \| \| \| Juratyrant \| \| \| \| |
|      |                                                           |
|      | Eotyrannus                                                |
|      |                                                           |
|      | Juratyrant                                                |
|      |                                                           |

|  | Eotyrannus |
|  |            |
|  | Juratyrant |
|  |            |

| void | Appalachiosaurus                                                                       |
|      | Appalachiosaurus                                                                       |
|      | \| void \| Bistahieversor \| \| \| Bistahieversor \| \| \| Tyrannosauridae \| \| \| \| |
|      |                                                                                        |
| void | Bistahieversor                                                                         |
|      | Bistahieversor                                                                         |
|      | Tyrannosauridae                                                                        |
|      |                                                                                        |

| void | Bistahieversor  |
|      | Bistahieversor  |
|      | Tyrannosauridae |
|      |                 |

| void | Appalachiosaurus                                                                       |
|      | Appalachiosaurus                                                                       |
|      | \| void \| Bistahieversor \| \| \| Bistahieversor \| \| \| Tyrannosauridae \| \| \| \| |
|      |                                                                                        |
| void | Bistahieversor                                                                         |
|      | Bistahieversor                                                                         |
|      | Tyrannosauridae                                                                        |
|      |                                                                                        |

| void | Bistahieversor  |
|      | Bistahieversor  |
|      | Tyrannosauridae |
|      |                 |

| void | Appalachiosaurus                                                                       |
|      | Appalachiosaurus                                                                       |
|      | \| void \| Bistahieversor \| \| \| Bistahieversor \| \| \| Tyrannosauridae \| \| \| \| |
|      |                                                                                        |
| void | Bistahieversor                                                                         |
|      | Bistahieversor                                                                         |
|      | Tyrannosauridae                                                                        |
|      |                                                                                        |

| void | Bistahieversor  |
|      | Bistahieversor  |
|      | Tyrannosauridae |
|      |                 |

| void | Appalachiosaurus                                                                       |
|      | Appalachiosaurus                                                                       |
|      | \| void \| Bistahieversor \| \| \| Bistahieversor \| \| \| Tyrannosauridae \| \| \| \| |
|      |                                                                                        |
| void | Bistahieversor                                                                         |
|      | Bistahieversor                                                                         |
|      | Tyrannosauridae                                                                        |
|      |                                                                                        |

| void | Bistahieversor  |
|      | Bistahieversor  |
|      | Tyrannosauridae |
|      |                 |

| void | Appalachiosaurus                                                                       |
|      | Appalachiosaurus                                                                       |
|      | \| void \| Bistahieversor \| \| \| Bistahieversor \| \| \| Tyrannosauridae \| \| \| \| |
|      |                                                                                        |
| void | Bistahieversor                                                                         |
|      | Bistahieversor                                                                         |
|      | Tyrannosauridae                                                                        |
|      |                                                                                        |

| void | Bistahieversor  |
|      | Bistahieversor  |
|      | Tyrannosauridae |
|      |                 |

| void | Appalachiosaurus                                                                       |
|      | Appalachiosaurus                                                                       |
|      | \| void \| Bistahieversor \| \| \| Bistahieversor \| \| \| Tyrannosauridae \| \| \| \| |
|      |                                                                                        |
| void | Bistahieversor                                                                         |
|      | Bistahieversor                                                                         |
|      | Tyrannosauridae                                                                        |
|      |                                                                                        |

| void | Bistahieversor  |
|      | Bistahieversor  |
|      | Tyrannosauridae |
|      |                 |

| void | Appalachiosaurus                                                                       |
|      | Appalachiosaurus                                                                       |
|      | \| void \| Bistahieversor \| \| \| Bistahieversor \| \| \| Tyrannosauridae \| \| \| \| |
|      |                                                                                        |
| void | Bistahieversor                                                                         |
|      | Bistahieversor                                                                         |
|      | Tyrannosauridae                                                                        |
|      |                                                                                        |

| void | Bistahieversor  |
|      | Bistahieversor  |
|      | Tyrannosauridae |
|      |                 |

| void | Appalachiosaurus                                                                       |
|      | Appalachiosaurus                                                                       |
|      | \| void \| Bistahieversor \| \| \| Bistahieversor \| \| \| Tyrannosauridae \| \| \| \| |
|      |                                                                                        |
| void | Bistahieversor                                                                         |
|      | Bistahieversor                                                                         |
|      | Tyrannosauridae                                                                        |
|      |                                                                                        |

| void | Bistahieversor  |
|      | Bistahieversor  |
|      | Tyrannosauridae |
|      |                 |

| void | Stokesosaurus                                             |
|      | Stokesosaurus                                             |
|      | \| \| Eotyrannus \| \| \| \| \| \| Juratyrant \| \| \| \| |
|      |                                                           |
|      | Eotyrannus                                                |
|      |                                                           |
|      | Juratyrant                                                |
|      |                                                           |

|  | Eotyrannus |
|  |            |
|  | Juratyrant |
|  |            |

| void | Appalachiosaurus                                                                       |
|      | Appalachiosaurus                                                                       |
|      | \| void \| Bistahieversor \| \| \| Bistahieversor \| \| \| Tyrannosauridae \| \| \| \| |
|      |                                                                                        |
| void | Bistahieversor                                                                         |
|      | Bistahieversor                                                                         |
|      | Tyrannosauridae                                                                        |
|      |                                                                                        |

| void | Bistahieversor  |
|      | Bistahieversor  |
|      | Tyrannosauridae |
|      |                 |

| void | Appalachiosaurus                                                                       |
|      | Appalachiosaurus                                                                       |
|      | \| void \| Bistahieversor \| \| \| Bistahieversor \| \| \| Tyrannosauridae \| \| \| \| |
|      |                                                                                        |
| void | Bistahieversor                                                                         |
|      | Bistahieversor                                                                         |
|      | Tyrannosauridae                                                                        |
|      |                                                                                        |

| void | Bistahieversor  |
|      | Bistahieversor  |
|      | Tyrannosauridae |
|      |                 |

| void | Appalachiosaurus                                                                       |
|      | Appalachiosaurus                                                                       |
|      | \| void \| Bistahieversor \| \| \| Bistahieversor \| \| \| Tyrannosauridae \| \| \| \| |
|      |                                                                                        |
| void | Bistahieversor                                                                         |
|      | Bistahieversor                                                                         |
|      | Tyrannosauridae                                                                        |
|      |                                                                                        |

| void | Bistahieversor  |
|      | Bistahieversor  |
|      | Tyrannosauridae |
|      |                 |

| void | Appalachiosaurus                                                                       |
|      | Appalachiosaurus                                                                       |
|      | \| void \| Bistahieversor \| \| \| Bistahieversor \| \| \| Tyrannosauridae \| \| \| \| |
|      |                                                                                        |
| void | Bistahieversor                                                                         |
|      | Bistahieversor                                                                         |
|      | Tyrannosauridae                                                                        |
|      |                                                                                        |

| void | Bistahieversor  |
|      | Bistahieversor  |
|      | Tyrannosauridae |
|      |                 |

| void | Appalachiosaurus                                                                       |
|      | Appalachiosaurus                                                                       |
|      | \| void \| Bistahieversor \| \| \| Bistahieversor \| \| \| Tyrannosauridae \| \| \| \| |
|      |                                                                                        |
| void | Bistahieversor                                                                         |
|      | Bistahieversor                                                                         |
|      | Tyrannosauridae                                                                        |
|      |                                                                                        |

| void | Bistahieversor  |
|      | Bistahieversor  |
|      | Tyrannosauridae |
|      |                 |

| void | Appalachiosaurus                                                                       |
|      | Appalachiosaurus                                                                       |
|      | \| void \| Bistahieversor \| \| \| Bistahieversor \| \| \| Tyrannosauridae \| \| \| \| |
|      |                                                                                        |
| void | Bistahieversor                                                                         |
|      | Bistahieversor                                                                         |
|      | Tyrannosauridae                                                                        |
|      |                                                                                        |

| void | Bistahieversor  |
|      | Bistahieversor  |
|      | Tyrannosauridae |
|      |                 |

| void | Appalachiosaurus                                                                       |
|      | Appalachiosaurus                                                                       |
|      | \| void \| Bistahieversor \| \| \| Bistahieversor \| \| \| Tyrannosauridae \| \| \| \| |
|      |                                                                                        |
| void | Bistahieversor                                                                         |
|      | Bistahieversor                                                                         |
|      | Tyrannosauridae                                                                        |
|      |                                                                                        |

| void | Bistahieversor  |
|      | Bistahieversor  |
|      | Tyrannosauridae |
|      |                 |

| void | Appalachiosaurus                                                                       |
|      | Appalachiosaurus                                                                       |
|      | \| void \| Bistahieversor \| \| \| Bistahieversor \| \| \| Tyrannosauridae \| \| \| \| |
|      |                                                                                        |
| void | Bistahieversor                                                                         |
|      | Bistahieversor                                                                         |
|      | Tyrannosauridae                                                                        |
|      |                                                                                        |

| void | Bistahieversor  |
|      | Bistahieversor  |
|      | Tyrannosauridae |
|      |                 |

| void | Stokesosaurus                                             |
|      | Stokesosaurus                                             |
|      | \| \| Eotyrannus \| \| \| \| \| \| Juratyrant \| \| \| \| |
|      |                                                           |
|      | Eotyrannus                                                |
|      |                                                           |
|      | Juratyrant                                                |
|      |                                                           |

|  | Eotyrannus |
|  |            |
|  | Juratyrant |
|  |            |

| void | Appalachiosaurus                                                                       |
|      | Appalachiosaurus                                                                       |
|      | \| void \| Bistahieversor \| \| \| Bistahieversor \| \| \| Tyrannosauridae \| \| \| \| |
|      |                                                                                        |
| void | Bistahieversor                                                                         |
|      | Bistahieversor                                                                         |
|      | Tyrannosauridae                                                                        |
|      |                                                                                        |

| void | Bistahieversor  |
|      | Bistahieversor  |
|      | Tyrannosauridae |
|      |                 |

| void | Appalachiosaurus                                                                       |
|      | Appalachiosaurus                                                                       |
|      | \| void \| Bistahieversor \| \| \| Bistahieversor \| \| \| Tyrannosauridae \| \| \| \| |
|      |                                                                                        |
| void | Bistahieversor                                                                         |
|      | Bistahieversor                                                                         |
|      | Tyrannosauridae                                                                        |
|      |                                                                                        |

| void | Bistahieversor  |
|      | Bistahieversor  |
|      | Tyrannosauridae |
|      |                 |

| void | Appalachiosaurus                                                                       |
|      | Appalachiosaurus                                                                       |
|      | \| void \| Bistahieversor \| \| \| Bistahieversor \| \| \| Tyrannosauridae \| \| \| \| |
|      |                                                                                        |
| void | Bistahieversor                                                                         |
|      | Bistahieversor                                                                         |
|      | Tyrannosauridae                                                                        |
|      |                                                                                        |

| void | Bistahieversor  |
|      | Bistahieversor  |
|      | Tyrannosauridae |
|      |                 |

| void | Appalachiosaurus                                                                       |
|      | Appalachiosaurus                                                                       |
|      | \| void \| Bistahieversor \| \| \| Bistahieversor \| \| \| Tyrannosauridae \| \| \| \| |
|      |                                                                                        |
| void | Bistahieversor                                                                         |
|      | Bistahieversor                                                                         |
|      | Tyrannosauridae                                                                        |
|      |                                                                                        |

| void | Bistahieversor  |
|      | Bistahieversor  |
|      | Tyrannosauridae |
|      |                 |

| void | Appalachiosaurus                                                                       |
|      | Appalachiosaurus                                                                       |
|      | \| void \| Bistahieversor \| \| \| Bistahieversor \| \| \| Tyrannosauridae \| \| \| \| |
|      |                                                                                        |
| void | Bistahieversor                                                                         |
|      | Bistahieversor                                                                         |
|      | Tyrannosauridae                                                                        |
|      |                                                                                        |

| void | Bistahieversor  |
|      | Bistahieversor  |
|      | Tyrannosauridae |
|      |                 |

| void | Appalachiosaurus                                                                       |
|      | Appalachiosaurus                                                                       |
|      | \| void \| Bistahieversor \| \| \| Bistahieversor \| \| \| Tyrannosauridae \| \| \| \| |
|      |                                                                                        |
| void | Bistahieversor                                                                         |
|      | Bistahieversor                                                                         |
|      | Tyrannosauridae                                                                        |
|      |                                                                                        |

| void | Bistahieversor  |
|      | Bistahieversor  |
|      | Tyrannosauridae |
|      |                 |

| void | Appalachiosaurus                                                                       |
|      | Appalachiosaurus                                                                       |
|      | \| void \| Bistahieversor \| \| \| Bistahieversor \| \| \| Tyrannosauridae \| \| \| \| |
|      |                                                                                        |
| void | Bistahieversor                                                                         |
|      | Bistahieversor                                                                         |
|      | Tyrannosauridae                                                                        |
|      |                                                                                        |

| void | Bistahieversor  |
|      | Bistahieversor  |
|      | Tyrannosauridae |
|      |                 |

| void | Appalachiosaurus                                                                       |
|      | Appalachiosaurus                                                                       |
|      | \| void \| Bistahieversor \| \| \| Bistahieversor \| \| \| Tyrannosauridae \| \| \| \| |
|      |                                                                                        |
| void | Bistahieversor                                                                         |
|      | Bistahieversor                                                                         |
|      | Tyrannosauridae                                                                        |
|      |                                                                                        |

| void | Bistahieversor  |
|      | Bistahieversor  |
|      | Tyrannosauridae |
|      |                 |